# Gabriel Menino
Gabriel Vinicius Menino (Morungaba, Brasil, 29 de septiembre de 2000), conocido como Gabriel Menino, es un futbolista profesional brasileño que juega como mediocentro en el Palmeiras del Brasileirao y en la selección nacional de Brasil. También puede desempeñarse como lateral derecho.

## Trayectoria
Nacido en Morungaba, São Paulo, Menino se unió a la reserva del Palmeiras en 2017 procedente de Guaraní. En su primer año en el club, fue miembro del equipo ganador de la Copa de Brasil Sub-17.
El 25 de noviembre de 2019, Menino fue ascendido al primer equipo antes de la temporada 2020. Hizo su debut el 22 de enero de 2020, en una victoria por 4-0 sobre Ituano en el Campeonato Paulista , jugando los 90 minutos completos. Fue titular en el histórico logro del Palmeiras como campeón del Campeonato de São Paulo 2020, en el que el equipo de Alviverde superó a su rival Corinthians en el partido en Allianz Parque
Marcó por primera vez el 17 de septiembre de 2020, en la victoria por 2-1 sobre Bolívar en la Copa Libertadores, con un disparo desde fuera del área.

## Selección nacional
Menino jugó con Brasil en el Campeonato Sudamericano Sub-20 de 2019 . El 18 de septiembre de 2020 recibió su primera convocatoria a la selección mayor.

## Palmarés

### Campeonatos Estatales
| Competición         | Equipo    | Estado    | Año  |
| ------------------- | --------- | --------- | ---- |
| Campeonato Paulista | Palmeiras | São Paulo | 2020 |

### Campeonatos nacionales
| Competición         | Equipo    | País   | Año  |
| ------------------- | --------- | ------ | ---- |
| Copa de Brasil      | Palmeiras | Brasil | 2020 |
| Supercopa de Brasil | Palmeiras | Brasil | 2023 |

### Títulos internacionales
| Título                    | Club (*)        | País           | Año  |
| ------------------------- | --------------- | -------------- | ---- |
| Copa Libertadores         | Palmeiras       | Río de Janeiro | 2020 |
| Torneo Olímpico de Fútbol | Brasil olímpica | Tokio          | 2021 |
| Copa Libertadores         | Palmeiras       | Montevideo     | 2021 |

(*) Incluyendo la selección.

## Distinciones individuales
| Distinción                                     | Año  |
| ---------------------------------------------- | ---- |
| Parte del Equipo Ideal de la Copa Libertadores | 2020 |